# Gerard Autet
Gerard Autet Serrabasa est un footballeur espagnol né le 8 septembre 1978 à Manlleu, qui évolue au poste de stoppeur.

## Carrière
- 1997-1999 :  Palamós CF
- 1999-2001 :  Espanyol de Barcelone
- 2001-2002 :  Levante UD
- 2002-2007 :  Xerez CD
- 2007-2010 :  Real Sporting de Gijón
- 2010-2012 :  Xerez CD[1],[2]